# Мескирх
Мескирх (на немски: Meßkirch) е малък град в Баден-Вюртемберг, Германия с 8302 жители (към 31 декември 2015). Намира се югозападно от Зигмаринген.
Споменат е за пръв път ок. 965 или 970 г.